# Wanze
Wanze (valonsko Wônse) je mesto in občina v južni belgijski regiji Valoniji. Kraj leži v dolini reke Meuse približno 26 km jugozahodno od središča Lièga. Wanze, središče občine, v kateri se nahajajo še Antheit, Bas-Oha, Huccorgne, Longpré, Moha in Vinalmont, je leta 2008 štel 2.960 prebivalcev.